# NK Kamen Ingrad
NK Kamen Ingrad foi uma equipe croata de futebol com sede em Velika. Disputava a primeira divisão da Croácia (Prva HNL).
Seus jogos são mandados no Stadion Kamen Ingrad, que possui capacidade para 10.000 espectadores.

## História
O NK Kamen Ingrad foi fundado em 1929.